# Stenocrobylus roseus
Stenocrobylus roseus är en insektsart som beskrevs av Giglio-tos 1907. Stenocrobylus roseus ingår i släktet Stenocrobylus och familjen gräshoppor. Inga underarter finns listade i Catalogue of Life.